# Station Dąbrowa Górnicza Gołonóg
Station Dąbrowa Górnicza Gołonóg is een spoorwegstation in de Poolse plaats Dąbrowa Górnicza.